# Santa Ana y Lobos
Santa Ana y Lobos es una localidad del estado mexicano de Guanajuato. Es parte del municipio de San Luis de la Paz.

## Toponimia
El nombre «Santa Ana» hace referencia a la santa patrona de la localidad: Santa Ana de Nazaret.

## Demografía
| Gráfica de evolución demográfica |
|                                  |

| Censo | Población |
| ----- | --------- |
| 1990  | 1 550     |
| 2000  | 1 406     |
| 2010  | 1 801     |
| 2020  | 2 241     |